# Pep Bou i Graví
Pep Bou és el nom artístic de Josep Bou i Graví (Granollers, Vallès Oriental, 1951), és un actor de teatre i mim català. La seva preparació com a arquitecte tècnic i la seva passió per les arts plàstiques i visuals van consolidar una forta sensibilitat cap als espais efímers i la ductilitat de les formes. Inicià la seva trajectòria teatral la segona meitat dels anys setanta i arribà a fundar diverses companyies (Pa de Ral, La Viu Viu Teatre) fins que, el 1982, començà a actuar en solitari amb el teatre de les bombolles de sabó.

## Espectacles[3]
- 1982: Bufaplanetes
- 1990: Sabó, sabó
- 1998: Ambrossia (homenatge a Joan Brossa)
- 2002: Bombolles amb orquestra
- 2003: Diàfan
- 2004: Cèl·lules i planetes
- 2005: O de Brossa
- 2006: Bubblebou
- 2007: Clar de llunes
- 2009: Rebufaplanetes[4]
- 2009: Atmosfera
- 2009: Bereshit, la història més bella del cosmos

També fou el productor de la sèrie de televisió del 1996 SOAP, distribuïda a múltiples televisions d'arreu del món i té en cartell l'espectacle BubbleBou a PortAventura.

## Guardons
- Premi Arc 2003[6]

### Bufaplanetes[7]
- Primer Premi del ‘Festival International de Théâtre de Vienne' (F) (1985)
- Aplaudiment del Premi FAD Sebastià Gasch (1985)
- Premi Especial del Jurat del ‘Festival International de Théâtre de Cannes' (F) (1986)
- Premi Artístic ‘Knurrhahn' de la ciutat de Wilhelmshaven (D) (1993)

### Sabó, sabó
- Premi Sebastià Gasch (1990)[8]